# Kosmkówka żółtawa
Kosmkówka żółtawa (Floccularia luteovirens (Alb. & Schwein.) Pouzar) – gatunek grzybów należący do rzędu pieczarkowców (Agaricales).

## Systematyka i nazewnictwo
Pozycja w klasyfikacji według Index Fungorum: Agaricaceae, Incertae sedis, Agaricomycetidae, Agaricomycetes, Agaricomycotina, Basidiomycota, Fungi.
Po raz pierwszy takson ten zdiagnozowali w 1805 r. Johannes Baptista von Albertini i Lewis David von Schweinitz, nadając mu nazwę Agaricus luteovirens. Obecną, uznaną przez Index Fungorum, nazwę nadał mu w 1957 r. Zdeněk Pouzar. Gatunek ten ma ponad 20 synonimów naukowych. Niektóre z nich:

- Armillaria luteovirens f. alba A.H. Sm. 1947
- Floccularia straminea f. alba (A.H. Sm.) Bon 1990
- Floccularia luteovirens f. luteovirens (Alb. & Schwein.) Pouzar
- Agaricus luteovirens Alb. & Schwein. 1805
- Agaricus stramineus Krombh. 1836
- Armillaria luteovirens (Alb. & Schwein.) Sacc. 1887
- Armillaria luteovirens var. americana Mitchel & A.H. Sm.
- Armillaria straminea (Krombh.) P. Kumm. 1871
- Floccularia luteovirens (Alb. & Schwein.) Pouzar 1957
- Floccularia straminea (Krombh.) Pouzar (1957)
- Floccularia straminea f. straminea (Krombh.) Pouzar 1957
- Floccularia straminea var. americana (Mitchel & A.H. Sm.) Bon 1990
- Floccularia straminea var. straminea (Krombh.) Pouzar 1957

Polską nazwę zaproponował Władysław Wojewoda w 2003 r. (dla synonimu Floccularia straminea).

## Morfologia
Grzyb wytwarzający jadalne owocniki z oliwkowożółtawym lub brązowawym kapeluszem (średnicy przeważnie 4–8 cm) o lekko filcowatej, łuskowatej lub spękanej, suchej skórce na górnej powierzchni i brudnobiaławym blaszkowatym hymenoforze na spodzie. Kapelusz umieszczony jest na żółtawym lub brązowawym (u młodych owocników białawym) trzonie, a miąższ jest początkowo biały, u dojrzałych owocników żółty lub żółtobrązowy, o łagodnym smaku i charakterystycznej woni selera lub lubczyku.

## Występowanie i siedlisko
W piśmiennictwie naukowym na terenie Polski do 2003 r. jedyne stanowisko podał Andrzej Nespiak pod kosodrzewiną w Tatrzańskim Parku Narodowym w 1953 r. Według W. Wojewody jest to gatunek w Polsce wymarły, ale jego stanowiska podano w 2004 i 2010 r.
Naziemny grzyb saprotroficzny występujący w lasach iglastych (pod sosnami i świerkami). Owocniki wytwarza od sierpnia do października, mogą być one stosowane w celach przyprawowych.